# 朵歹
朵歹·扯儿必（12世纪—1204年），又作多歹，蒙古帝国成吉思汗的近侍，所谓扯儿必，是大汗的近侍官。
1189年铁木真首次称汗后，朵歹为其侍卫队成员，掌管帖木真家里的奴婢、仆役。1204年春，被委任为六名扯儿必之一（朵歹·扯儿必、多豁勒忽·扯儿必、斡格列·扯儿必、脱仑·扯儿必、不察阑·扯儿必、雪亦客秃·扯儿必）。同年夏，进军至撒阿里原野时，向铁木真建议多燃火堆使乃蛮人惊疑，然后紧追乃蛮哨兵，乘乃蛮人慌乱，一直冲杀进去。其建议被铁木真采纳。蒙古建国后，仍为扯儿必，并兼任侍卫长、怯薛之一。

## 延伸阅读
[在维基数据编辑]
 《新元史/卷128》，出自柯劭忞《新元史》